# Mohamad Al-Naser
Mohamad Al-Naser (Zarqa, 23 de marzo de 1997) es un futbolista jordano que juega en la demarcación de extremo izquierdo para el HB Køge de la Liga Premier de Jordania.

## Selección nacional
Tras jugar en las categorías inferiores de la selección, finalmente hizo su debut con la selección absoluta de Jordania el 27 de enero de 2025 contra Uzbekistán en un partido amistoso que finalizó con un resultado de empate a cero.

## Clubes
| Club            | País      | Año       | Partidos | Goles |
| --------------- | --------- | --------- | -------- | ----- |
| BK Frem         | Dinamarca | 2016-2017 |          |       |
| Vanløse IF      | Dinamarca | 2018-2020 | 9        | 11    |
| Hellerup IK     | Dinamarca | 2021      | 4        | 5     |
| Hvidovre IF     | Dinamarca | 2021-2023 | 48       | 9     |
| Al-Mesaimeer SC | Catar     | 2023      |          |       |
| Burgan SC       | Kuwait    | 2023-2024 |          |       |
| HB Køge         | Dinamarca | 2024-     | 10       | 2     |